# Gérard Depardieu
Gérard Xavier Marcel Depardieu (/ʒeʁaʁ dəpaʁdjø/, * 27. prosince 1948, Châteauroux, Indre, Francie) je francouzský filmový, divadelní a televizní herec s bydlištěm v ruském Mordvinsku. Začátkem roku 2013 přijal státní občanství Ruska a o několik let později státní občanství Spojených arabských emirátů. Je držitelem mnoha vyznamenání a mezinárodních filmových cen, včetně Zlatého glóbu a dvou Césarů.

## Život a kariéra
Narodil se Anne a Renému Depardieuovým a vyrůstal v proletářském prostředí. Školu opustil ve věku 13 let a vzdělání si doplnil až později.

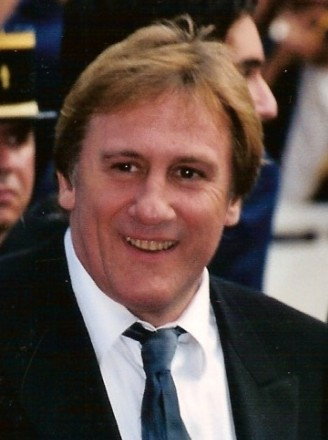
Gérard Depardieu v roce 2001

Jeho první ženou byla v letech 1971–1996 Élisabeth Guignot, se kterou měl dvě děti, oba herce - syna Guillaumea, který zemřel na akutní zápal mozku a plic v roce 2008, a dceru Julii. Má ještě jednu dceru Roxanne s Karine Silla. V roce 1997 uzavřel sňatek s herečkou Carole Bouquet, s níž mu vydrželo manželství do roku 2005.
Jako herec je úspěšný nejen ve Francii, ale i v Hollywoodu. Aby se vyhnul placení daní ve Francii, přesunul své bydliště do Belgie, kde si zakoupil dům v obci Néchin poblíž belgicko-francouzské státní hranice.
Od roku 2020 Depardieu čelí řadě obvinění ze znásilnění a sexuálního napadení. Na přelomu let 2023/2024 se situace kolem jeho osoby dále vyhrotila, mimo jiné v návaznosti na vystoupení francouzského prezidenta Macrona na jeho obranu.  Konala se shromáždění, která odsoudila komentáře prezidenta a vyjádřila podporu obětem sexuálního násilí. V Lille, Toulouse, Marseille i v Paříži se 11. ledna 2024 konalo kolem třiceti demonstrací. Závěrem roku 2023 francouzské ministerstvo kultury oznámilo kroky vedoucí k odebrání Řádu čestné legie, který herec obdržel od Jacquesa Chiraca v roce 1996. Byl mu již odebrán Národní řád Quebecu a titul čestného občana obce Estaimpuis v Belgii. Pařížské muzeum voskových figurín Grévin stáhlo z expozice jeho sochu kvůli negativním reakcím návštěvníků a uživatelů sociálních sítí. Již dříve se také „ocitl na černém listě francouzské televize, filmu i divadla“.
Oproti tomu mj. zhruba padesátka osobností z oblasti kinematografie, hudby a literatury – včetně Pierra Richarda či Carly Bruniové – závěrem roku 2023 odsoudila „lynč“ na herce. Ve veřejné výzvě „Nevymazávejte Gérarda Depardieua“, zveřejněné v Le Figaro 25. prosince, odsuzují mediální hon na něho a vyjadřují mu svou podporu. 
On sám trvá na své nevině. V říjnu 2023 zveřejnil v deníku Le Figaro otevřený dopis, kde odmítá všechna obvinění. Svou pověst se snažil bránit, když přiznal, že mohl „zranit“ a „šokovat“, když „testoval limity“ a „rozvracel jistoty“. „Nejsem násilník ani predátor. Jsem jen člověk…,“ vypověděl.
V únoru 2022 Depardieu odhalil, že získal státní občanství Spojených arabských emirátů, i když neupřesnil, kdy k tomu došlo.

### Vztah k Rusku

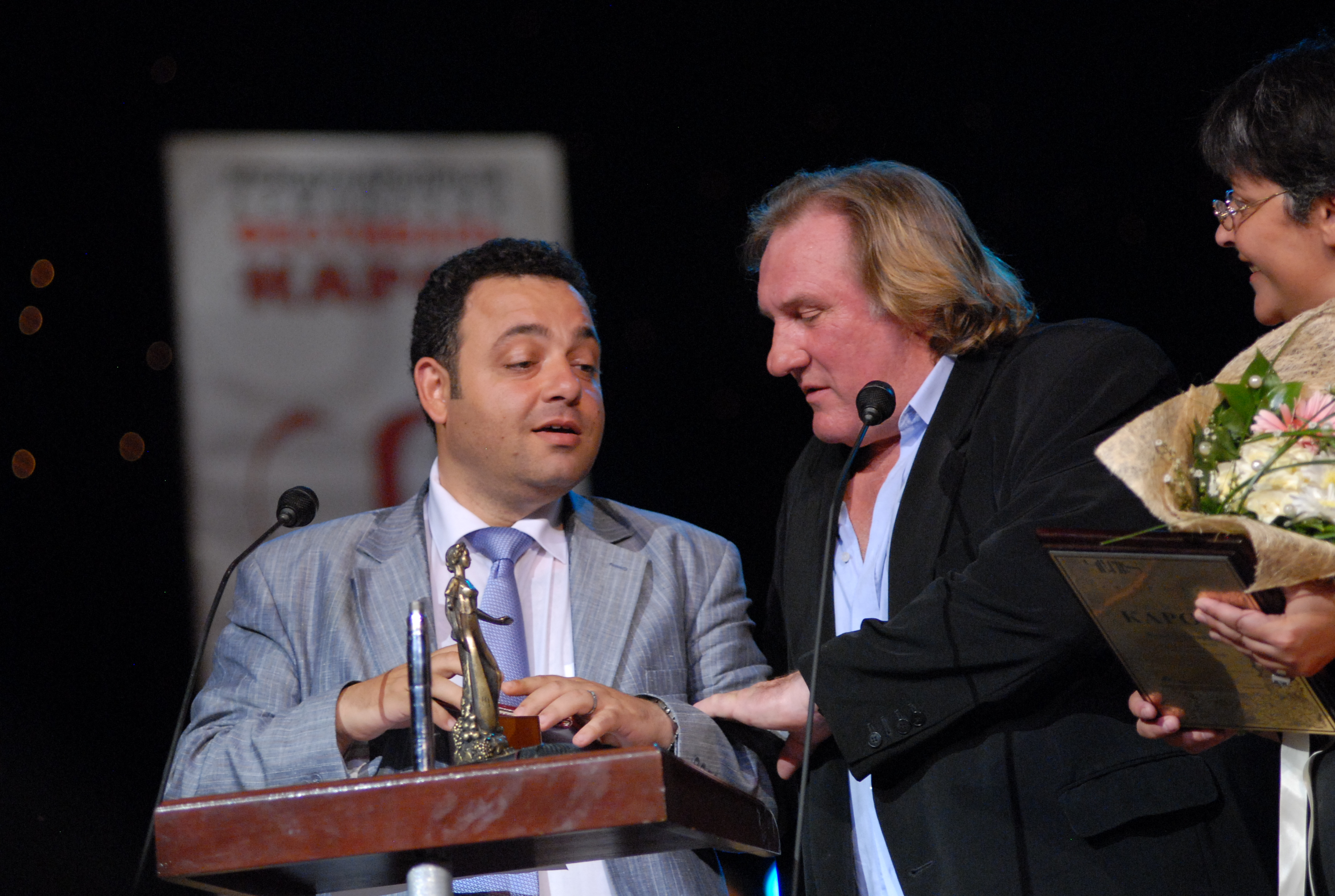
Gérard v roce 2010

V lednu 2013 mu bylo ruským prezidentem Vladimirem Putinem uděleno ruské občanství. Ruské občanství jej zbavilo povinnosti platit 75 % daň, která byla ve Francii uvalena na osoby s nejvyššími příjmy. V roce 2014 za své přesídlení sklidil kritiku od francouzské herečky Catherine Deneuve.
Gérard Depardieu je pravoslavným křesťanem, konvertoval 4. září 2020, pokřtěn byl v katedrále Sv. Alexandra Něvského v Paříži téhož dne.
Gérard Depardieu vyzvedával Rusko jako „velkou demokracii“. Po anexi Krymu v roce 2014 prohlásil, že Ukrajina je částí Ruska, a byl proto zařazen na seznam kulturních osobností, ohrožujících bezpečnost Ukrajiny.
Obrat v jeho postoji k Rusku nastal po vojenské invazi na Ukrajinu ze dne 24. února 2022. Ruskou intervenci odsoudil jako zbytečnou bratrovražednou válku a označil ji jako „nepřijatelný a šílený exces", jak uvedla agentura Agence France-Presse (AFP). Zároveň prohlásil, že celý výtěžek ze svých tří nadcházejících koncertů věnuje na pomoc Ukrajině.

## Filmografie (výběr)

### Celovečerní filmy
- 1970: Koňská hlava (Le Cri du cormoran, le soir au-dessus des jonques), režie Michel Audiard
- 1972: Le Viager (Le Viager), režie Pierre Tchernia
- 1972: Nathalie Granger (Nathalie Granger), režie Marguerite Duras
- 1972: Smůla (La Scoumoune), režie José Giovanni
- 1972: Zabiják (Le Tueur), režie Denys de La Patellière
- 1973: Au rendez-vous de la mort joyeuse (Au rendez-vous de la mort joyeuse), režie Juan Luis Buñuel
- 1973: Dva muži ve městě (Deux hommes dans la ville), režie José Giovanni
- 1973: Krysy z temnot (Les Gaspards), režie Pierre Tchernia
- 1973: Případ Dominici (L'Affaire Dominici), režie Claude Bernard-Aubert
- 1974: Buzíci (Les Valseuses), režie Bertrand Blier
- 1974: Ne tak zlý (Pas si méchant que ça), režie Claude Goretta
- 1974: Stavisky (Stavisky...), režie Alain Resnais
- 1974: Vincent, François, Paul a ti druzí... (Vincent, François, Paul... et les autres), režie Claude Sautet
- 1975: Maîtresse (Maîtresse), režie Barbet Schroeder
- 1975: Sept Morts sur ordonnance (Sept morts sur ordonnance), režie Jacques Rouffio
- 1976: Barocco (Barocco), režie André Téchiné
- 1976: Je t'aime moi non plus (Je t'aime moi non plus), režie Serge Gainsbourg
- 1976: Poslední žena (La Dernière Femme), režie Marco Ferreri
- 1976: René la canne (René la canne), režie Francis Girod
- 1976: XX. století (Novecento), režie Bernardo Bertolucci
- 1977: Baxterová, Vera Baxterová (Baxter, Vera Baxter), režie Marguerite Duras
- 1977: Ciao maschio (Ciao maschio), režie Marco Ferreri
- 1977: Řekněte jí, že ji miluji (Dites-lui que je l'aime), režie Claude Miller
- 1978: Cukr (Le Sucre), režie Jacques Rouffio
- 1978: Préparez vos mouchoirs (Préparez vos mouchoirs), režie Bertrand Blier
- 1979: Psi (Les Chiens), režie Alain Jessua
- 1979: Silnice Řím - Neapol neprůjezdná! (L'Ingorgo - Una storia impossibile), režie Luigi Comencini
- 1979: Studený bufet (Buffet froid), režie Bertrand Blier
- 1980: Hurikán Rosy (Temporale Rosy), režie Mario Monicelli
- 1980: Inspektor Popleta (Inspecteur la Bavure), režie Claude Zidi
- 1980: Loulou (Loulou), režie Maurice Pialat
- 1980: Miluji vás (Je vous aime), režie Claude Berri
- 1980: Můj strýček z Ameriky (Mon oncle d'Amérique), režie Alain Resnais
- 1980: Poslední metro (Le Dernier métro), režie François Truffaut
- 1981: Kopyto (La Chevre), režie Francis Veber
- 1981: Volba zbraní (Le Choix des armes), režie Alain Corneau
- 1981: Žena od vedle (La Femme d'à côté), režie François Truffaut
- 1982: Návrat Martina Guerra (Le Retour de Martin Guerre), režie Daniel Vigne
- 1982: Velký bratr (Le Grand frère), režie Francis Girod
- 1983: Danton (Danton), režie Andrzej Wajda
- 1983: Měsíc v kanálu (La Lune dans le caniveau), režie Jean-Jacques Beineix
- 1983: Otec a otec (Les Compères), režie Francis Veber
- 1984: Pevnost Saganne (Fort Saganne), režie Alain Corneau
- 1984: Pravý břeh, levý břeh (Rive droite, rive gauche), režie Philippe Labro
- 1984: Tartuffe (Le Tartuffe), režie Gérard Depardieu
- 1985: Jedna nebo dvě ženy (Une femme ou deux), režie Daniel Vigne
- 1985: Policie (Police), režie Maurice Pialat
- 1986: Jean od Floretty (Jean de Florette), režie Claude Berri
- 1986: Nenávidím herce (Je hais les acteurs), režie Gérard Krawczyk
- 1986: Uprchlíci (Les Fugitifs), režie Francis Veber
- 1986: Večerní úbor (Tenue de soirée), režie Bertrand Blier
- 1987: Pod sluncem Satanovým (Sous le soleil de Satan), režie Maurice Pialat
- 1988: Camille Claudelová (Camille Claudel), režie Bruno Nuytten
- 1988: Takové divné místo k setkání (Drôle d'endroit pour une rencontre), režie François Dupeyron
- 1989: Deux (Deux), režie Claude Zidi
- 1989: Chci domů (I Want to Go Home), režie Alain Resnais
- 1989: Příliš krásná (Trop belle pour toi), režie Bertrand Blier
- 1990: Cyrano z Bergeracu (Cyrano de Bergerac), režie Jean-Paul Rappeneau
- 1990: Uranus (Uranus), režie Claude Berri
- 1990: Zelená karta (Green Card), režie Peter Weir
- 1991: Děkuji, živote (Merci la vie), režie Bertrand Blier
- 1991: Táta nebo milenec (Mon père, ce héros), režie Gérard Lauzier
- 1991: Všechna jitra světa (Tous les matins du monde), režie Alain Corneau
- 1992: 1492: Dobytí ráje (1492: Conquest of Paradise), režie Ridley Scott
- 1993: Bohužel pro mě (Hélas pour moi), režie Jean-Luc Godard
- 1993: Germinal (Germinal), režie Claude Berri
- 1994: La Machine (La Machine), režie François Dupeyron
- 1994: Můj táta hrdina (My Father the Hero), režie Steve Miner
- 1994: Plukovník Chabert (Le Colonel Chabert), režie Yves Angelo
- 1994: Pouhá formalita (Una Pura formalità), režie Giuseppe Tornatore
- 1995: Elisa (Élisa), režie Jean Becker
- 1995: Husar na střeše (Le Hussard sur le toit), režie Jean-Paul Rappeneau
- 1995: Les Cent et une nuits de Simon Cinéma (Les Cent et une nuits de Simon Cinéma), režie Agnès Varda
- 1995: Strážní andělé (Les Anges Gardiens), režie Jean-Marie Poiré
- 1996: Bomba pro Greenwich (The Secret Agent), režie Christopher Hampton
- 1996: Hamlet (Hamlet), režie Kenneth Branagh
- 1996: Hvězdy na zemi (Unhook the Stars), režie Nick Cassavetes
- 1996: Povolání: Učitel (Le Plus beau métier du monde), režie Gérard Lauzier
- 1996: Přelud (Bogus), režie Norman Jewison
- 1997: XXL (XXL), režie Ariel Zeitoun
- 1998: Bimboland (Bimboland), režie Ariel Zeitoun
- 1998: Muž se železnou maskou (The Man in the Iron Mask), režie Randall Wallace
- 1999: Asterix a Obelix (Astérix et Obélix contre César), režie Claude Zidi
- 1999: Cizinec (Mirka), režie Rachid Benhadj
- 1999: Un pont entre deux rives (Un pont entre deux rives), režie Frédéric Auburtin a Gérard Depardieu
- 2000: 102 dalmatinů (102 Dalmatians), režie Kevin Lima
- 2000: Herci (Les Acteurs), režie Bertrand Blier
- 2000: Vatel (Vatel), režie Roland Joffé
- 2000: Zavist bogov (Zavist bogov), režie Vladimir Meňšov
- 2001: CQ (CQ), režie Roman Coppola
- 2001: Fantom Paříže (Vidocq), režie Jean-Christophe Pitof
- 2001: KOndoMEDIE (Le Placard), režie Francis Veber
- 2002: Asterix a Obelix: Mise Kleopatra (Astérix & Obélix: Mission Cléopâtre), režie Alain Chabat
- 2002: Blanche - královna zbojníků (Blanche), režie Bernie Bonvoisin
- 2002: Dina (Dina), režie Ole Bornedal
- 2002: Město duchů (City of Ghosts), režie Matt Dillon
- 2002: Mezi cizinci (Cuori estranei), režie Edoardo Ponti
- 2002: Únosce (Aime ton pere), režie Jacob Berger
- 2003: Bratrstvo ticha (Le Pacte du silence), režie Graham Guit
- 2003: Drž hubu! (Tais-toi!), režie Francis Veber
- 2003: Střílejte na Francouze! (Crime Spree), režie Brad Mirman
- 2003: Šťastnou cestu (Bon voyage), režie Jean-Paul Rappeneau
- 2003: Žena mého muže (Nathalie...), režie Anne Fontaine
- 2004: Časy se mění (Les Temps qui changent), režie André Téchiné
- 2004: Nová Francie (Nouvelle-France), režie Jean Beaudin
- 2004: RRRrrrr!!! (RRRrrrr!!!), režie Alain Chabat
- 2004: San Antonio (San-Antonio), režie Frédéric Auburtin
- 2004: Válka policajtů (36 Quai des Orfèvres), režie Olivier Marchal
- 2005: Jak moc mě miluješ? (Combien tu m'aimes?), režie Bertrand Blier
- 2005: Jak sbalit super kost (Je préfère qu'on reste amis), režie Olivier Nakache a Eric Toledano
- 2005: Olé! (Olé!), režie Florence Quentin
- 2005: Pobuda (Boudu), režie Gérard Jugnot
- 2006: Paříži, miluji tě (Paris, je t'aime), víc režisérů
- 2006: Píseň pro tebe (Quand j'étais chanteur), režie Xavier Giannoli
- 2006: Poslední prázdniny (Last Holiday), režie Wayne Wang
- 2007: Blonďáček (Michou d'Auber), režie Thomas Gilou
- 2007: Edith Piaf (La Môme), režie Olivier Dahan
- 2008: Asterix a Olympijské hry (Astérix aux jeux olympiques), režie Frédéric Forestier
- 2008: Babylon A.D. (Babylon A.D.), režie Mathieu Kassovitz
- 2008: Děti z Timpelbachu (Les Enfants de Timpelbach), režie Nicolas Bary
- 2008: Disco (Disco), režie Fabien Onteniente
- 2008: Poslední služba (Bouquet final), režie Michel Delgado
- 2008: Veřejný nepřítel č. 1 (L'Instinct de mort), režie Jean-François Richet
- 2009: À l'origine (À l'origine), režie Xavier Giannoli
- 2009: Bellamy (Bellamy), režie Claude Chabrol
- 2009: Coco (Coco), režie Gad Elmaleh
- 2009: Diamant 13 (Diamant 13), režie Gilles Béhat
- 2010: Glenn 3948 (Glenn, the Flying Robot), režie Marc Goldstein
- 2010: Je n'ai rien oublié (Je n'ai rien oublié), režie Bruno Chiche
- 2010: L'Autre Dumas (L'Autre Dumas), režie Safy Nebbou
- 2010: La Tête en friche (La Tête en friche), režie Jean Becker
- 2010: Na mamuta! (Mammuth), režie Gustave de Kervern a Benoît Delépine
- 2010: Profesionální manželka (Potiche), režie François Ozon
- 2012: Asterix a Obelix ve službách Jejího Veličenstva (Astérix et Obélix: Au Service de Sa Majesté), režie Laurent Tirard
- 2012: Muž, který se směje (L'Homme qui rit), režie Jean-Pierre Améris
- 2012: Pí a jeho život (Life of Pi), režie Ang Lee
- 2012: Velký večer (La Grand soir), režie Gustave de Kervern a Benoît Delépine

### Televize
- 1970: Nausicaa (Nausicaa), televizní film, režie Agnès Varda
- 1970: Tango (Tango), televizní film, režie Jean Kerchbron
- 1998: Hrabě Monte Cristo (Le Comte de Monte Cristo), televizní film, režie Josée Dayan
- 1999: Balzac (Balzac), televizní film, režie Josée Dayan
- 2000: Bídníci (Les Misérables), televizní film, režie Josée Dayan
- 2000: Ubojnaja sila (Ubojnaja sila), televizní seriál, víc režisérů
- 2002: Napoleon (Napoléon), televizní seriál, režie Yves Simoneau
- 2003: Volpone (Volpone), televizní film, režie Frédéric Auburtin
- 2004: D'Artagnanova dcera (La Femme Musketeer), televizní film, režie Steve Boyum
- 2005: Prokletí králové (Les Rois maudits), televizní seriál, režie Josée Dayan
- 2010: Le Grand restaurant (Le Grand restaurant), televizní film, režie Gérard Pullicino
- 2011: Raspoutine (Rasputin), televizní film, režie Josée Dayan

## Ocenění

### César
Ocenění:
- 1981: César pro nejlepšího herce za film Poslední metro
- 1991: César pro nejlepšího herce za film Cyrano z Bergeracu

Nominace:
- 1976: César pro nejlepšího herce za film Sept morts sur ordonnance
- 1977: César pro nejlepšího herce za film Poslední žena
- 1978: César pro nejlepšího herce za film Dites-lui que je l'aime
- 1979: César pro nejlepšího herce za film Cukr
- 1983: César pro nejlepšího herce za film Danton
- 1984: César pro nejlepšího herce za film Otec a otec
- 1985: César pro nejlepšího herce za film Pevnost Saganne
- 1986: César pro nejlepšího herce za film Policie
- 1988: César pro nejlepšího herce za film Pod sluncem Satanovým
- 1989: César pro nejlepšího herce za film Camille Claudelová
- 1990: César pro nejlepšího herce za film Příliš krásná
- 1995: César pro nejlepšího herce za film Plukovník Chabert
- 2007: César pro nejlepšího herce za film Píseň pro tebe
- 2011: César pro nejlepšího herce za film Na mamuta!

### Jiná ocenění
Ocenění:
- 1973: cena Gérarda Philipa
- 1985: rytíř francouzského Národního řádu za zásluhy
- 1985: Volpiho pohár pro nejlepšího herce na Filmovém festivalu v Cannes za film Policie
- 1990: cena pro nejlepšího herce na Filmovém festivalu v Cannes za film Cyrano z Bergeracu
- 1991: Zlatý glóbus za nejlepší mužský herecký výkon (komedie / muzikál) za film Zelená karta
- 1996: rytíř Řádu čestné legie
- 1997: Zlatý lev na Benátském filmovém festivalu za celoživotnou kariéru
- 1999: cena 7 d'or pro nejlepšího herce za televizní film Hrabě Monte Cristo
- 2006: Cena Konstantina Stanislavského na Moskevském filmovém festivalu
- 2007: cena Prix Lumières pro nejlepšího herce za film Píseň pro tebe
- 2011: cena Prix Lumières za celoživotnou kariéru

Nominace:
- 1988: Filmová cena Britské akademie pro nejlepšího herce za film Jean od Floretty
- 1991: Oscar pro nejlepšího herce za film Cyrano z Bergeracu
- 1992: Filmová cena Britské akademie pro nejlepšího herce za film Cyrano z Bergeracu